# Crowne Plaza Wuxi City Centre
Le Crowne Plaza Wuxi City Centre (无锡城中皇冠假日酒店) anciennement Kempinski Hotel Wuxi est un gratte-ciel de 206 mètres construit en 2007 à Wuxi en Chine. Il abrite un hôtel de la chaîne Crowne Plaza
L'architecte est la société chinoise East China Architectural Design & Research Institute (ECADI) basée à Shanghai.